# Courroux
Courroux (toponimo francese; in tedesco Lütoltesdorf, desueto) è un comune svizzero di 3 265 abitanti del Canton Giura, nel distretto di Delémont.

## Origini del nome
Il toponimo deriva dal latino curtis rufus ("corte in terra rossa"), a causa dell'abbondanza di ferro che si trova nel suo territorio.

## Storia
Courroux è menzionato in atti ufficiali per la prima volta nel 1146. Nel 1856 la località di Les Riedes-Dessus, fino ad allora frazione di Courroux, è stata inglobata nel comune di Soyhières.

## Monumenti e luoghi d'interesse

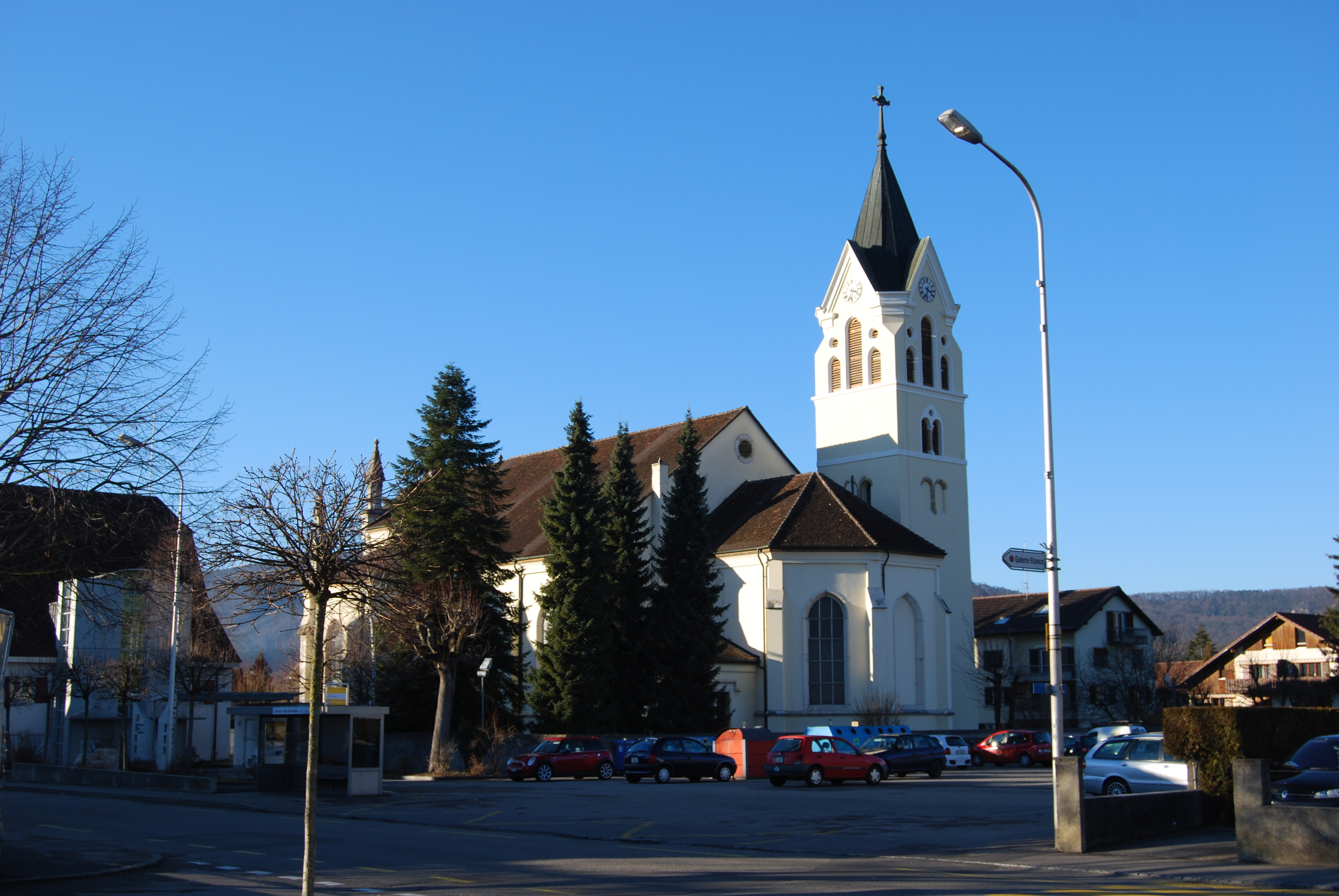
La chiesa di San Nicola

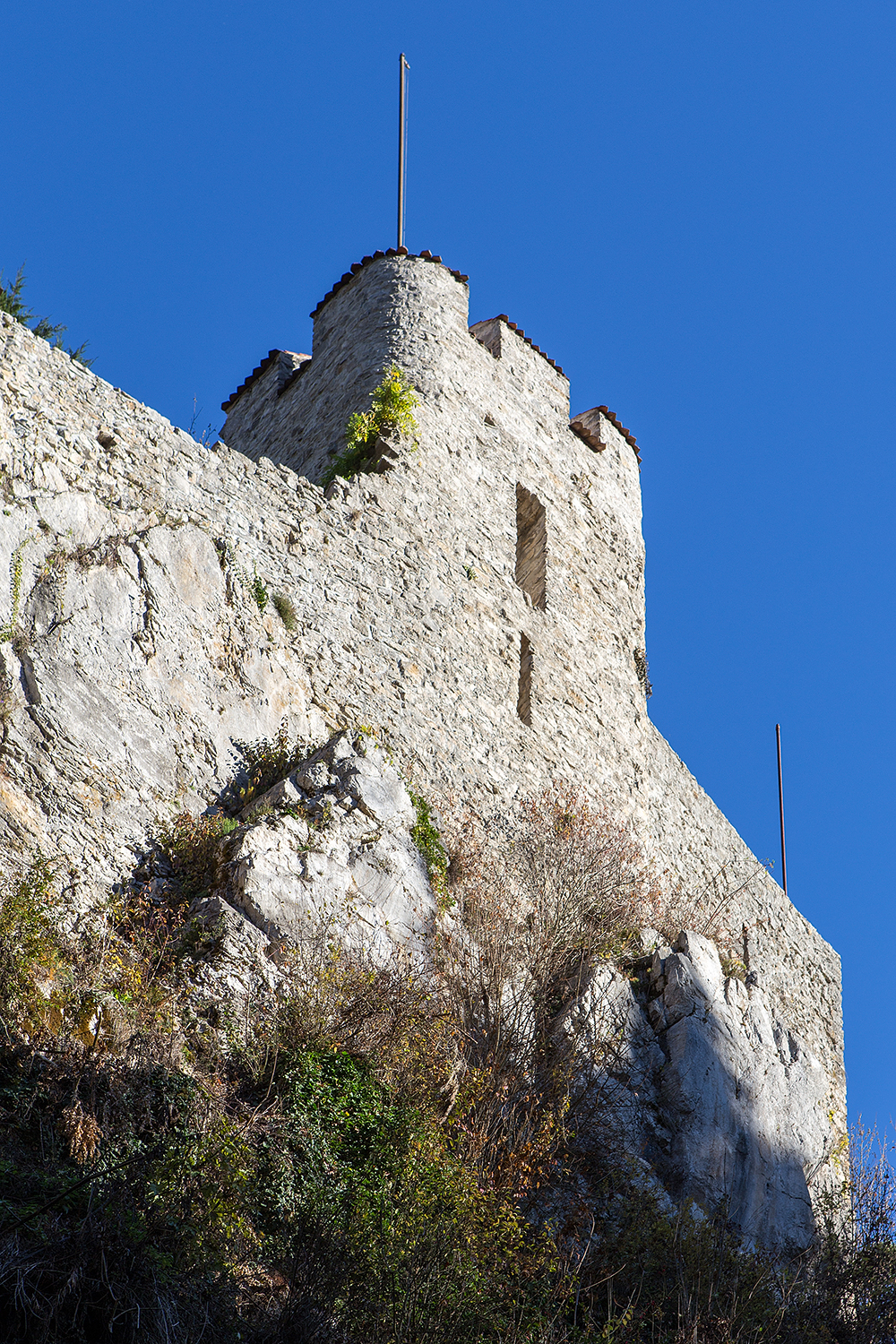
Il castello di Soyhières

- Chiesa cattolica di San Nicola, ricostruita nel 1871-1873[1];
- Castello di Soyhières[1].

## Società

### Evoluzione demografica
L'evoluzione demografica è riportata nella seguente tabella:
Abitanti censiti

## Amministrazione
Dal 1853 comune politico e comune patriziale sono uniti nella forma del commune mixte.